# Jonair

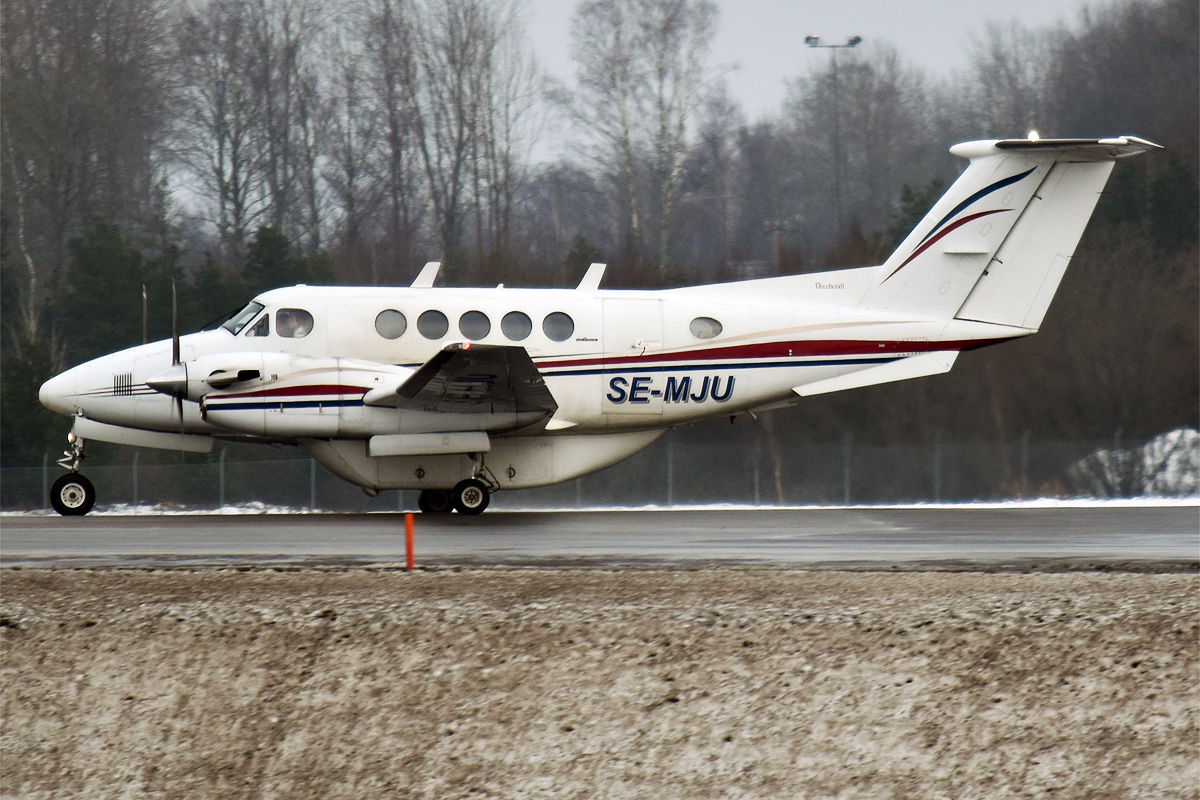
Beech B200 King Air från Joinair på Stockholm-Arlanda flygplats.

Jonair Affärsflyg AB är ett svenskt flygbolag grundat 1972. Bolaget flyger några upphandlade linjer i Norrland däribland sedan mars 2015 linjen Luleå–Pajala. Dessutom flyger bolaget helikopter och taxiflyg.

## Flotta
| Flygplan                  | Registrering         | Rutter                               |
| ------------------------- | -------------------- | ------------------------------------ |
| Beechcraft King Air 200   | SE-LTL SE-KVL SE-MJU | Pajala-Luleå, Sveg-Arlanda, taxiflyg |
| Beechcraft B1900C         | SE-MHU               | Umeå-Östersund                       |
| Cessna Citation XLS       | SE-RIJ               | Taxiflyg                             |
| Piper PA-31-350 Chieftain | SE-FNE               | Taxiflyg                             |
| Eurocopter EC120B         | SE-JJM               | Taxiflyg                             |

### Tidigare flotta
- Ett flygplan, en Piper PA-31-310 Navajo med registrering SE-GLE avregistrerades i mars 2022 och gick på export till Turkiet.

## Rutter

### Sverige
Efter att Trafikverket 2019 upphandlat flygtrafik i norra Sverige trafikerade Jonair tre linjer under perioden oktober 2019-oktober 2023. Linjerna var:
- Luleå–Pajala
- Stockholm (Arlanda)–Sveg
- Umeå–Östersund
- Mora–Stockholm (Arlanda)

Efter upphandling 2023 trafikerar Jonair följande linjer under perioden oktober 2023-oktober 2027. Linjerna är:
- Luleå–Pajala
- Umeå–Östersund
- Stockholm (Arlanda)–Mora–Sveg
- Stockholm (Arlanda)–Hagfors–Torsby